# U-333 (tàu ngầm Đức)
U-333 là một tàu ngầm tấn công  Lớp Type VII thuộc phân lớp Type VIIC được Hải quân Đức Quốc Xã chế tạo trong Chiến tranh Thế giới thứ hai. Nhập biên chế năm 1941, nó đã thực hiện được tổng cộng mười hai chuyến tuần tra, đánh chìm được bảy tàu buôn với tổng tải trọng 32.107 GRT, đồng thời gây hư hại cho một tàu chiến tải trọng 925 tấn cùng một tàu buôn tải trọng 8.327 GRT. Chiếc tàu ngầm cũng đã bắn rơi hai máy bay đối phương. Trong chuyến tuần tra cuối cùng tại Đại Tây Dương, U-333 bị các tàu sà lúp HMS Starling và tàu frigate HMS Loch Killin Hải quân Hoàng gia Anh đánh chìm bằng súng cối chống ngầm Squid gần lối ra vào eo biển Manche vào ngày 31 tháng 7, 1944.

## Thiết kế và chế tạo

### Thiết kế

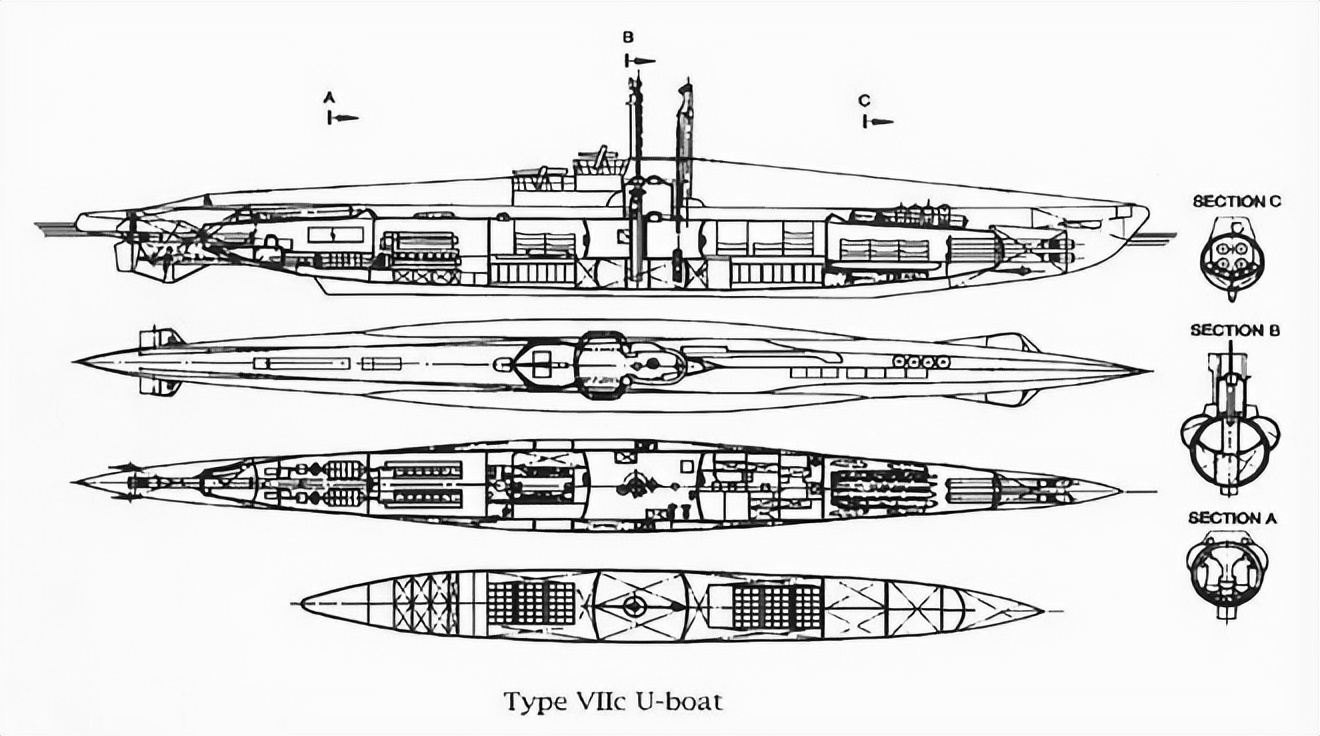
Sơ đồ các mặt cắt một tàu ngầm Type VIIC

Phân lớp VIIC của Tàu ngầm Type VII là một phiên bản VIIB được kéo dài thêm. Chúng có trọng lượng choán nước 769 t (757 tấn Anh) khi nổi và 871 t (857 tấn Anh) khi lặn). Con tàu có chiều dài chung 67,10 m (220 ft 2 in), lớp vỏ trong chịu áp lực dài 50,50 m (165 ft 8 in), mạn tàu rộng 6,20 m (20 ft 4 in), chiều cao 9,60 m (31 ft 6 in) và mớn nước 4,74 m (15 ft 7 in).
Chúng trang bị hai động cơ diesel Germaniawerft F46 siêu tăng áp 6-xy lanh 4 thì, tổng công suất 2.800–3.200 PS (2.100–2.400 kW; 2.800–3.200 bhp), dẫn động hai trục chân vịt đường kính 1,23 m (4,0 ft), cho phép đạt tốc độ tối đa 17,7 kn (32,8 km/h), và tầm hoạt động tối đa 8.500 nmi (15.700 km) khi đi tốc độ đường trường 10 kn (19 km/h). Khi đi ngầm dưới nước, chúng sử dụng hai động cơ/máy phát điện Garbe, Lahmeyer & Co. RP 137/c  tổng công suất 750 PS (550 kW; 740 shp). Tốc độ tối đa khi lặn là 7,6 kn (14,1 km/h), và tầm hoạt động 80 nmi (150 km) ở tốc độ 4 kn (7,4 km/h). Con tàu có khả năng lặn sâu đến 230 m (750 ft).
Vũ khí trang bị có năm ống phóng ngư lôi 53,3 cm (21 in), bao gồm bốn ống trước mũi và một ống phía đuôi, và mang theo tổng cộng 14 quả ngư lôi, hoặc tối đa 22 quả thủy lôi TMA, hoặc 33 quả TMB. Tàu ngầm Type VIIC bố trí một hải pháo 8,8 cm SK C/35 cùng một pháo phòng không 2 cm (0,79 in) trên boong tàu. Thủy thủ đoàn bao gồm 4 sĩ quan và 40-56 thủy thủ.

### Chế tạo
U-333 được đặt hàng vào ngày 23 tháng 9, 1939, và được đặt lườn tại xưởng tàu của hãng Nordseewerke ở Emden vào ngày 11 tháng 3, 1940. Nó được hạ thủy vào ngày 14 tháng 6, 1941, và nhập biên chế cùng Hải quân Đức Quốc Xã vào ngày 25 tháng 8, 1941 dưới quyền chỉ huy của Hạm trưởng, Đại úy Hải quân Peter-Erich Cremer.

## Lịch sử hoạt động

### 1942
Sau khi hoàn tất việc huấn luyện và chạy thử máy cùng Chi hạm đội U-boat 5 tại Kiel, U-333 được điều sang Chi hạm đội U-boat 3 từ ngày 1 tháng 1, 1942 để hoạt động trên tuyến đầu, đặt căn cứ tại La Pallice.

#### Chuyến tuần tra thứ nhất
U-333 khởi hành từ cảng Kiel vào ngày 27 tháng 12, 1941 cho chuyến tuần tra đầu tiên trong chiến tranh. Nó tiến ra Bắc Hải, rồi băng qua khe GIUK giữa các quần đảo Shetland và Faroe để hoạt động trong vùng biển Bắc Đại Tây Dương về phía Nam Iceland và Greenland, và kéo dài cho đến tận phía Đông đảo Newfoundland. Vào ngày 1 tháng 1, 1942, nó bị một máy bay đối phương không rõ nhận dạng tấn công, nhưng không bị hư hại.
U-333 sau đó gia nhập bầy sói Zieten vào ngày 17 tháng 1, và năm ngày sau đó đã tấn công và đánh chìm tàu buôn Hy Lạp Vassilios A. Polemis 3.429 GRT, vốn bị phân tán khỏi Đoàn tàu ON 53, ở vị trí khoảng 300 nmi (560 km) về phía Nam St. John's, Newfoundland. Đến 15 giờ 25 phút ngày 24 tháng 1, nó lại tấn công và đánh chìm tàu buôn Na Uy Ringstad 4.765 GRT, vốn bị phân tán khỏi Đoàn tàu ON 55 do thời tiết xấu, ở vị trí khoảng 85 nmi (157 km) về phía Đông Nam mũi Race, Newfoundland.
Lúc 16 giờ 50 phút ngày 31 tháng 1, ở vị trí về phía Bắc quần đảo Azores, U-333 phóng một quả ngư lôi tấn công một tàu buôn di chuyển zig-zag không được hộ tống, và đánh trúng mục tiêu, rồi phóng thêm một quả ngư lôi nữa lúc 18 giờ 33 phút để đánh chìm, mà không biết rằng mục tiêu lại là chiếc tàu vượt phong tỏa Đức Spreewald 5.083 GRT, vốn được ngụy trang như là tàu buôn Na Uy Elg. Spreewald đang trong hành trình từ Đại Liên, Mãn Châu đến Bordeaux vận chuyển 3.365 tấn cao su, 230 tấn thiếc, 20 tấn tungsten và quinin, cùng với 86 tù binh chiến tranh từ các con tàu bị tàu tuần dương Đức Kormoran đánh chìm; tuy nhiên Spreewald đã di chuyển sớm hơn lịch trình, và U-333 đã không thể nhận biết con tàu bạn. Hoạt động tìm kiếm những người sống sót được các tàu ngầm U-575, U-123, U-701, U-582, U-332 và U-405 tiến hành. Tuy nhiên trong tổng số 152 thành viên thủy thủ đoàn và tù binh trên tàu, chỉ có 72 người được cứu vớt.
Sau khi U-333 kết thúc chuyến tuần tra và đi đến cảng La Pallice tại La Rochelle, Pháp vào ngày 9 tháng 2, Đại úy Cremer hạm trưởng U-333 bị đưa ra xét xử tại tòa án quân sự, nhưng Cremer được xem là không có lỗi.

#### Chuyến tuần tra thứ hai
Rời cảng La Pallice vào ngày 30 tháng 3 cho chuyến tuần tra thứ hai, U-333 đã băng qua suốt Đại Tây Dương để hoạt động ngoài khơi bờ biển Florida, Hoa Kỳ, trong khuôn khổ Chiến dịch Paukenschlag (tiếng Anh: Chiến dịch Drumbeat). Tại đây vào ngày 6 tháng 5, nó tấn công tàu chở dầu Hoa Kỳ Java Arrow 8.327 GRT ở vị trí khoảng 8 mi (13 km) ngoài khơi Vero Beach, Florida lúc 05 giờ 43 phút. Hai quả ngư lôi trúng đích đã khiến hai sĩ quan thiệt mạng, và 45 người còn lại bỏ tàu trên hai xuồng cứu sinh. Tuy nhiên Java Arrow đã không đắm, và hạm trưởng cùng 14 người khác quay trở lại tàu để đưa nó đến được Port Everglades dưới sự trợ giúp của hai tàu kéo. Nó được sửa chữa và hoạt động trở lại vào năm 1943.
Trong khi đó, ở vị trí ngoài khơi Fort Pierce, Florida lúc 09 giờ 35 phút, chiếc U-boat tiếp tục tấn công và đánh chìm được tàu buôn Hà Lan Amazone 1.294 GRT bằng một quả ngư lôi duy nhất. Amazone, vốn đang vận chuyển 926 tấn cà phê và dầu từ Curaçao đến New York, đắm chỉ trong hai phút tại tọa độ 27°21′B 80°04′T / 27,35°B 80,067°T. Sau đó lúc 23 giờ 25 phút, đến lượt tàu chở dầu Hoa Kỳ Halsey 7.088 GRT bị U-333 đánh trúng hai quả ngư lôi ở vị trí ngoài khơi Stuart, Florida. Sau khi thủy thủ bỏ tàu, Halsey, vốn đang vận chuyển naphtha và dầu mazut từ Corpus Christi, Texas đến New York, nổ tung và vỡ làm đôi một giờ sau đó trước khi đắm tại tọa độ 27°14′B 80°03′T / 27,233°B 80,05°T.
Sang ngày hôm sau 7 tháng 5, U-333 bị một tàu hộ tống cho một đoàn tàu vận tải truy đuổi, và bị hư hại nặng bởi mìn sâu, buộc nó phải kết thúc chuyến tuần tra để quay trở về căn cứ. Tuy nhiên trên đường đi lúc 09 giờ 05 phút ngày 10 tháng 5, nó bắt gặp và tấn công chiếc Clan Skene 5.214 GRT ở vị trí 300 nmi (560 km) về phía Đông Nam mũi Hatteras. Chiếc tàu buôn Anh, vốn đang vận chuyển 2.000 tấn quặng chrome từ Beira, Mozambique đến New York, trúng hai quả ngư lôi và đắm tại tọa độ 31°43′B 70°43′T / 31,717°B 70,717°T. Chiếc U-boat về đến cảng La Pallice vào ngày 26 tháng 5.

#### Chuyến tuần tra thứ ba
U-333 thực hiện chuyến tuần tra thứ ba từ ngày 11 đến ngày 24 tháng 8, và đã hoạt động trong Đại Tây Dương về phía Đông Bắc quần đảo Azores. Nó từng tham gia hoạt động phối hợp cùng bầy sói Blücher từ ngày 14 đến ngày 18 tháng 8, nhưng đã không đánh chìm được mục tiêu nào.

#### Chuyến tuần tra thứ tư
U-333 xuất phát từ La Pallice vào ngày 1 tháng 9 cho chuyến tuần tra thứ tư, và đã hướng xuống phía Nam để hoạt động dọc theo bờ biển Tây Phi. Nó từng tham gia hoạt động phối hợp cùng bầy sói Blücher từ ngày 6 đến ngày 23 tháng 9.
Vào ngày 6 tháng 10, chiếc U-boat đụng độ với tàu corvette Anh  HMS Crocus ở vị trí khoảng 60 nmi (110 km) về phía Tây Nam Freetown, Sierra Leone. Crocus phát hiện U-333 qua radar, nên đã tiếp cận với tốc độ cao, húc vào chiếc U-boat hai lần và đấu pháo ở cự ly gần trước khi chiếc tàu ngầm lặn xuống ẩn nấp. Crocus tiếp tục thả mìn sâu tấn công, nhưng U-333 lặn sâu trước khi trồi lên mặt nước và thoát đi dưới sự che chở của bóng đêm; cả hai con tàu đều chịu hư hại và thương vong.
Trên U-333 có ba thành viên thủy thủ đoàn tử trận bao gồm hạm phó thứ nhất, Trung úy Bernhard Hermann, cùng nhiều người bị thương trong đó có hạm trưởng Peter-Erich Cremer. Hạm phó thứ hai, Thiếu úy Helmut Kandzior, phải nắm quyền chỉ huy con tàu, đưa nó đến điểm hẹn gặp gỡ tàu ngầm U-107, nơi Đại úy Lorenz Kasch, một sĩ quan tập sự, chuyển sang làm hạm trưởng tạm quyền của U-333. Những người bị thương của U-333 cũng được một bác sĩ trên tàu ngầm Milchkuh (bò sữa) U-459 trước khi lên đường quay trở về căn cứ.
Trong chặng quay trở về vào ngày 21 tháng 10, U-333 lại bị tàu ngầm Anh HMS Graph tấn công ở vị vị trí khoảng 50 nmi (93 km) về phía Đông Bắc Ortegal, Tây Ban Nha. Chiếc tàu ngầm Anh này nguyên là U-570 của Đức bị Anh chiếm được ngày 27 tháng 8, 1941, nghiên cứu, và nhập biên chế cùng Hải quân Anh như là chiếc HMS Graph. Ngay trong chuyến tuần tra đầu tiên, Graph phát hiện U-333 và phóng bốn quả ngư lôi tấn công, nhưng trinh sát viên bên trên U-333 phát hiện kịp thời các quả ngư lôi và cơ động né tránh được, và nó về đến căn cứ La Pallice hai ngày sau đó, 23 tháng 10.

### 1943

#### Chuyến tuần tra thứ năm
Dưới sự chỉ huy của hạm trưởng tạm quyền, Trung úy Werner Schwaff, từ ngày 22 tháng 11, 1942, U-333 lên đường vào ngày 20 tháng 12, 1942 cho chuyến tuần tra thứ năm để hoạt động trong Bắc Đại Tây Dương về phía Tây Nam Iceland. Nó tham gia cùng bầy sói Falke từ ngày 28 tháng 12, 1942 đến ngày 19 tháng 1, 1943, và cùng bầy sói Landsknecht từ ngày 19 đến ngày 28 tháng 1. Tuy nhiên nó không đánh chìm được mục tiêu nào, và kết thúc chuyến tuần tra tại La Pallice vào ngày 5 tháng 2.

#### Chuyến tuần tra thứ sáu
U-333 lại xuất phát từ La Pallice vào ngày 2 tháng 3 cho chuyến tuần tra thứ sáu để tiếp tục hoạt động trong Bắc Đại Tây Dương. Chỉ hai ngày sau khi rời căn cứ, 4 tháng 3, lúc còn đang di chuyển trong vịnh Biscay, nó bị một máy bay ném bom Vickers Wellington trang bị đèn Leigh thuộc Liên đội 172 Anh phát hiện và tấn công. Hỏa lực phòng không của chiếc U-boat đã bắn rơi chiếc máy bay, khiến toàn bộ sáu thành viên đội bay tử trận. Hai trong số bốn quả mìn sâu ném xuống đã rơi trúng chiếc tàu ngầm, nhưng một quả bị vỡ mà không kích nổ, còn quả kia chỉ gây hư hại nhẹ cho U-333.
Tiếp tục chuyến tuần tra, chiếc U-boat đi đến phía Tây Nam Iceland, nơi nó tham gia cùng bầy sói Dränger từ ngày 14 tháng 3. Năm ngày sau đó, 19 tháng 3, lúc 21 giờ 28 phút, nó tấn công và đánh chìm tàu buôn Hy Lạp Carras 5.234 GRT, vốn bị tách rời khỏi Đoàn tàu SC-122 và trước đó đã trúng ngư lôi từ tàu ngầm U-666. Sau đó U-333 tham gia cùng bầy sói Seewolf từ ngày 21 đến ngày 30 tháng 3, tuy nhiên nó không đánh chìm được mục tiêu nào, và kết thúc chuyến tuần tra tại La Pallice vào ngày 13 tháng 4.

#### Chuyến tuần tra thứ bảy
Sau khi nằm viện mất ba tháng, Peter-Erich Cremer được thăng hàm Thiếu tá Hải quân quay trở lại nắm quyền chỉ huy U-333 từ ngày 18 tháng 5. Con tàu khởi hành từ La Pallice vào ngày 2 tháng 6 cho chuyến tuần tra thứ bảy, và lại hướng xuống phía Nam để hoạt động dọc theo bờ biển Tây Phi. Tuy nhiên nó không ghi thêm được thành tích nào, và quay trở về La Pallice vào ngày 31 tháng 8.

#### Chuyến tuần tra thứ tám
Chuyến tuần tra tiếp theo của U-333 bắt đầu từ ngày 21 tháng 10, khi nó tiến ra vùng biển Đại Tây Dương về phía Đông Bắc quần đảo Azores. Tại đây nó tham gia cùng bầy sói Schill từ ngày 25 tháng 10, và đến ngày 4 tháng 11 đã bắt đầu theo dõi một đoàn tàu KMS đang từ Liverpool hướng đến Gibraltar. Nó di chuyển trên mặt nước trong hoàn cảnh sương mù dày đặc, nhưng bị một tàu khu trục đối phương phát hiện và tấn công bằng mìn sâu; chiếc tàu ngầm đã thoát được mà không bị hư hại. Sau đó nó gia nhập cùng bầy sói Schill 1 từ ngày 16 tháng 11, rồi hai ngày sau đó đã tấn công Đoàn tàu SL-139 và MKS-30. Tuy nhiên chiếc U-boat bị tàu frigate Anh HMS Exe húc phải, khiến kính tiềm vọng bị phá hủy, và sau đó tiếp tục bị các tàu chiến cùng một máy bay tấn công trong suốt tám giờ sau đó, trước khi chạy thoát. Nó quay về La Pallice vào ngày 1 tháng 12.

### 1944

#### Chuyến tuần tra thứ chín và thứ mười
Chuyến tuần tra thứ chín của U-333 chỉ kéo dài trong hai ngày, từ ngày 10 đến ngày 12 tháng 2.
Chiếc tàu ngầm lên đường trở lại vào ngày 14 tháng 2 cho chuyến tuần tra thứ mười để hoạt động tại vùng biển về phía Tây Ireland. Ở vị trí về phía Tây đảo Tiree thuộc quần đảo Hebrides vào ngày 21 tháng 3, nó bị máy bay Đồng Minh phát hiện, và bị Đội Hỗ trợ 2, một đội đặc nhiệm tìm-diệt tàu ngầm Anh tinh nhuệ dưới quyền chỉ huy của Đại tá Hải quân Frederic John Walker, tấn công. Bị truy đuổi quyết liệt, Thiếu tá Cremer phải cho U-333 nằm sát đáy biển ở độ sâu 131 ft (40 m) trong suốt mười giờ để tránh bị phát hiện, và cho dù gặp khó khăn để thoát ra khỏi bùn dưới đáy biển, nó cuối cùng cũng thoát được mà không bị hư hại, và quay về căn cứ vào ngày 20 tháng 4.

#### Chuyến tuần tra thứ mười một
Sau khi U-333 khởi hành từ La Pallice vào ngày 6 tháng 6 cho chuyến tuần tra thứ mười một, nó gặp phải hoạt động chống tàu ngàm tích cực của đối phương phối hợp với cuộc đổ bộ Normandy. Lúc đang còn trong vịnh Biscay vào ngày 10 tháng 6, chiếc U-boat bị một thủy phi cơ Short Sunderland thuộc Liên đội 10 Không quân Hoàng gia Australia tấn công, và chịu đựng một số thiệt hại cho dù đã đẩy lui cuộc tấn công bằng hoả lực phòng không. Sang ngày hôm sau, nó lại bị một chiếc Sunderland khác thuộc Liên đội 228 Không quân Hoàng gia Anh tấn công. Nó bắn rơi được máy bay đối phương, nhưng lại bị hư hại đến mức phải hủy bỏ chuyến tuần tra, và quay trở lại căn cứ vào ngày 13 tháng 6.
Thiếu tá Cremer được điều sang chỉ huy tàu ngầm U-2513, một Elektroboot (tàu ngầm điện) Type XXI, từ ngày 19 tháng 7. Quyền chỉ huy U-333 được chuyển giao cho Đại úy Hải quân Hans Fiedler từ ngày 20 tháng 7.

#### Chuyến tuần tra thứ mười hai - Bị mất
U-333 xuất phát từ cảng Lorient vào ngày 23 tháng 7 cho chuyến tuần tra thứ mười hai, cũng làchuyến cuối cùng, với dự định sẽ hoạt động tại Khu vực Tiếp cận phía Tây. Vào ngày 31 tháng 7, ở vị trí về phía Tây quần đảo Scilly, nó bị các tàu sà lúp HMS Starling và tàu frigate HMS Loch Killin Hải quân Hoàng gia Anh đánh chìm bằng súng cối chống ngầm Squid, khi kiểu vũ khí này lần đầu tiên được đưa vào sử dụng, tại tọa độ 49°39′B 07°28′T / 49,65°B 7,467°T. Toàn bộ 45 thành viên thủy thủ đoàn của U-333 đều đã tử trận.

### "Bầy sói" tham gia
U-333 từng tham gia chín bầy sói:
- Zieten (17 – 22 tháng 1, 1942)
- Blücher (14 – 18 tháng 8, 1942)
- Iltis (6 – 23 tháng 9, 1942)
- Falke (28 tháng 12, 1942 – 19 tháng 1, 1943)
- Landsknecht (19 – 28 tháng 1, 1943)
- Dränger (14 – 20 tháng 3, 1943)
- Seewolf (21 – 30 tháng 3, 1943)
- Schill (25 tháng 10 – 16 tháng 11, 1943)
- Schill 1 (16 – 19 tháng 11, 1943)

### Tóm tắt chiến công
U-333 đã đánh chìm được bảy tàu buôn với tổng tải trọng 32.107 GRT, đồng thời gây hư hại cho một tàu chiến tải trọng 925 tấn cùng một tàu buôn tải trọng 8.327 GRT:
| Ngày             | Tên tàu              | Quốc tịch              | Tải trọng | Số phận      |
| ---------------- | -------------------- | ---------------------- | --------- | ------------ |
| 22 tháng 1, 1942 | Vassilios A. Polemis | Greece                 | 3.429     | Bị đánh chìm |
| 24 tháng 1, 1942 | Ringstad             | Norway                 | 4.765     | Bị đánh chìm |
| 31 tháng 1, 1942 | Spreewald            | Nazi Germany           | 5.083     | Bị đánh chìm |
| 6 tháng 5, 1942  | Amazone              | Netherlands            | 1.294     | Bị đánh chìm |
| 6 tháng 5, 1942  | Halsey               | United States          | 7.088     | Bị đánh chìm |
| 6 tháng 5, 1942  | Java Arrow           | United States          | 8.327     | Bị hư hại    |
| 10 tháng 5, 1942 | Clan Skene           | United Kingdom         | 5.214     | Bị đánh chìm |
| 6 tháng 10, 1942 | HMS Crocus           | Hải quân Hoàng gia Anh | 925       | Bị hư hại    |
| 19 tháng 3, 1943 | Carras               | Greece                 | 5.234     | Bị đánh chìm |